# Capilla de la Dehesa de la Punta
La capilla de la Dehesa de la Punta, también llamada capilla de la Santísima Trinidad, fue un templo católico de advocación mariana situado en los alrededores de Punta Carnero en Algeciras (Andalucía, España) y que suplió las necesidades religiosas de los vecinos de la Dehesa de la Punta desde 1778 hasta, como muy tarde 1837.
Tras la repoblación de Algeciras a principios del siglo XVIII a consecuencia de la toma británica de Gibraltar los terrenos rurales situados en sus alrededores fueron ocupados por colonos dedicados a la explotación agrícola y ganadera continuando las actividades que se realizaban en la zona cuando pertenecía al municipio de Gibraltar. De este modo al tiempo que se establecieron multitud de molinos harineros y huertas en los márgenes del río de la Miel y la vega del arroyo de Botafuegos, los montes situados en los cerros próximos a Punta Carnero, especialmente las laderas del cerro de la Horca articulados por la colada de costa que comunicaba Algeciras y Tarifa, se dedicaron a la cría de carneros y ganado vacuno.
A partir de 1773 se repartieron estos últimos terrenos entre varios vecinos para el cultivo de vides, continuando la tradición que ya existía en la zona en los siglos XVI y XVII. Así a finales del siglo XVIII la mayor parte de las fincas y cortijos localizados en esa zona, la Dehesa de la Punta, se dedicaban al cultivo de vid para la elaboración de vino, llamado Vino de la Punta, quedando aún hoy multitud de topónimos en la zona que hacen referencia a esta circunstancia tales como Viña Luna, Cala Parra o Viña Grande. Al encontrarse la zona lejos de la población de Algeciras en 1775 los ya numerosos vecinos a través del presbítero Antonio Pérez Cruzado solicitaron al Ayuntamiento de Algeciras permiso para edificar una capilla o ermita que les permitiera cumplir con sus obligaciones religiosas sin tener que desplazarse varias horas al núcleo principal.
Tras considerarse las diferentes opciones disponibles el 15 de abril del mismo año el Cabildo de Algeciras concedió licencia para la edificación de la capilla y Fray Tomás del Valle, Obispo de Cádiz otorgó la licencia eclesiástica nombrándose capellán al propio Antonio Pérez Cruzado. El lugar elegido para la erección de la capilla fue la parte más alta de la finca llamada Viña Grande donde se encontraba una antigua torre almenara arruinada cuyos muros y cimientos podían reutilizarse. Las obras de la ermita debieron comenzar al poco tiempo de la concesión de la licencia a cargo del maestro alarife Sebastián de Sanjuán pero no fue bendecida hasta bien entrado el año 1777 y no terminó de construirse hasta al menos 1778.
Tras finalizar las obras la capilla de la Dehesa de la Punta tuvo un cuerpo principal de planta cuadrada, coincidente con la que tuvo la torre a la que sustituía, de muros muy robustos, dos naves laterales, también de planta cuadrada y de peor fábrica, que servían de residencia para el capellán y de sacristía y un pórtico frontal sustentado por dos columnas y techado de madera. Estuvo dedicada a la Santísima Trinidad, Nuestra Señora del Rosario y San Nicolás de Bari y realizó cultos durante un periodo muy corto de tiempo ya que a principios del siglo XIX una epidemia de oidio acabó con gran parte de las vides de la Dehesa y la zona quedó despoblada. Así, en la década de 1830 la capilla fue desamortizada junto a otros edificios religiosos de la ciudad y vendida, siendo utilizada como caballeriza hasta su total ruina y conservando a día de hoy tan solo dos lienzos de la nave central.